# El chico de la última fila
El chico de la última fila es una obra de teatro de Juan Mayorga, estrenada en 2006. La obra fue escrita por encargo de Helena Pimenta para ser representada por su compañía Ur Teatro.

## Argumento
Claudio es un estudiante de Secundaria mediocre, tímido y encerrado en su propio mundo, que llega a entablar un fuerte vínculo con su profesor de Lengua y Literatura, Germán, que les permite mantener largas conversaciones sobre lo que les rodea, la vida, la familia, los estudios. Todo ello a raíz de una redacción encargada por el docente sobre sus vivencias el previo fin de semana. A raíz de ese texto, que tendrá sucesivas continuaciones, Claudio comienza a observar el mundo que le rodea y plasmar sobre el papel sus reflexiones más íntimas.

## Producciones
Estrenada en la Sala la Cuarta Pared de Madrid, en octubre de 2006, contando con la interpretación de Ramón Barea como Germán, Carlos Jiménez-Alfaro en el papel de Claudio, José Tomé, Ignacio Jiménez, Luisa Pazos y Natalie Pinot.
Se ha representado en varias ocasiones fuera de las fronteras españolas. Así, el director de escena Jorge Lavelli se puso al frente de la versión en francés, titulada Le Garçon du dernier rang y que se representó en el Théâtre de la Tempête, de París, estando integrado el cartel artístico por Pierre-Alain Chapuis, Isabel Karajan, Christophe Kourotchkine, Nathalie Lacroix, Sylvain Levitte y Pierric Plathier.
En 2010 tuvo lugar el montaje en la ciudad de Lima, Perú, en el teatro de la PUCP. Estuvo dirigido por Sergio Llusera, con el siguiente reparto: Mario Velásquez, Celine Aguirre, Elsa Olivera, Paul Martin, Tommy Párraga y Sergio Gjurinovic.
Posteriormente, se representó en Buenos Aires, protagonizada por Julio Ordano, Nilda Raggi, Juan Tupac Soler, Diego Segura, Manuel Longueira y Marisa Viotti, dirigidos por Enrique Dacal.
Se estrenó en Ciudad de México en el Teatro Benito Juárez en 2015, siendo los intérpretes Anna Ciocchetti, Carlos Corona, Luis Miguel Lombana, Paloma Woolrich, Jorge Caballero y Mauro Sánchez Navarro, con dirección de José María Mantilla.
En 2019 volvió a representarse en la Sala Beckett de Barcelona, en montaje a cargo de Andrés Lima y contando en la interpretación con Guillem Barbosa (Claudio), Pilar Castro (Ester), Arnau Comas (Rafa), Natalie Pinot (Juana), Alberto San Juan (Germán) y Guillermo Toledo (Rafa padre). Este mismo montaje pasó en 2020 al Teatro María Guerrero de Madrid.

## Versión cinematográfrica
El director de cine francés François Ozon adaptó la obra a la pantalla grande en 2012 con la película En la casa (Dans la maison).

## Premios
En la XI edición de los Premios Max de teatro, lMayorga se alzó con el Premio al mejor autor. 